# ولید الشهری
ولید محمد الشهری (عربی: وليد محمد الشهري؛ ۲۰ دسامبر ۱۹۷۸ – ۱۱ سپتامبر ۲۰۰۱) یک هواپیماربای تروریست اهل عربستان سعودی بود. او یکی از پنج هواپیماربای پرواز شماره ۱۱ امریکن ایرلاینز به عنوان بخشی از حملات ۱۱ سپتامبر در سال ۲۰۰۱ بود.
الشهری که در عربستان سعودی به دنیا آمد بود، تا زمانی که برادرش -که دچار مشکلات روانی بود- را تا مدینه همراهی کرد، دانشجو بود. بعدها، او و برادرش وائل به چچن رفتند و در آنجا در حمایت از شورشیان جهادی علیه روسیه جنگیدند. با این حال، آنها به زودی به افغانستان تحت کنترل طالبان راهی شدند، و در آنجا برای انجام حملات ۱۱ سپتامبر پذیرفته شدند. پس از انتخاب، برادران قبل از پرواز به امارات متحده عربی و آغاز روند ورود به ایالات متحده آمریکا، به یک خانه امن در پاکستان منتقل شدند.
در آوریل ۲۰۰۱، الشهری با ویزای توریستی وارد ایالات متحده شد. در روز حملات، الشهری، برادرش و دیگر هواپیماربایان کنترل پرواز شماره ۱۱ امریکن ایرلاینز را به دست گرفتند و سپس محمد عطا هواپیما را در یک حمله انتحاری به برج شمالی کوباند.

## حملات ۱۱ سپتامبر
ولید الشهری، برادرش وائل و سطام السقامی با هم، در ساعت ۶:۴۵ صبح روز ۱۱ سپتامبر ۲۰۰۱ وارد فرودگاه بین‌المللی لوگان شدند و خودرو اجاره‌ای فورد فوکوس خود را در پارکینگ فرودگاه رها کردند.
تا ساعت ۷:۴۰ صبح، هر پنج هواپیماربای سوار پرواز بودند، که قرار بود ساعت ۷:۴۵ صبح حرکت کند. وائل و ولید الشهری به ترتیب در قسمت درجه یک هواپیما در صندلی‌های 2A و 2B کنار هم نشستند. هواپیما از دروازه ۲۶ دور شد و پس از ۱۴ دقیقه تأخیر، فرودگاه بین‌المللی لوگان را در ساعت ۷:۵۹ صبح از باند 4R ترک کرد. عملیات ربودن پرواز ۱۱ تقریباً در ساعت ۰۸:۱۴ شروع شد، یعنی زمانی که خلبان از پاسخگویی به کنترل ترافیک هوایی دست کشید. گمان می‌رود که برادران الشهری در هواپیماربایی به دو خدمه هواپیما چاقو زدند. در ساعت ۰۸:۴۶:۴۰، با هدایت محمد عطا به‌طور عمدی پرواز شماره ۱۱ به نمای شمالی برج شمالی (برج ۱) مرکز تجارت جهانی، بین طبقات ۹۳ و ۹۹ برخورد کرد. خسارات وارده به برج شمالی هر وسیله‌ای را برای فرار از بالای منطقه ضربه نابود کرد و ۱۳۴۴ نفر را به دام انداخت. برج شمالی پس از ۱۰۲ دقیقه سوختن در ساعت ۱۰:۲۸ فروریخت.